# Catedral de Lucca
La catedral (en italià Duomo) de Lucca o de Sant Martí és una església catòlica romana que es troba a la ciutat italiana de Lucca (Toscana). És l'església més important de la ciutat i de l'arquebisbat de Lucca. Està dedicada a sant Martí.
La seua construcció va ser iniciada l'any 1063 pel bisbe Anselm de Baggio, el futur papa Alexandre II. De l'estructura originària roman el gran absis, amb altes arcades columnars, i el delicat campanar.
La nau i el transsepte van ser reconstruïts en estil gòtic al segle xiv, mentre que la façana occidental va ser iniciada l'any 1204 per "Guidetto" (Guido Bigarelli de Como), i consisteix en un vast pòrtic de tres magnífics arcs, i damunt tres fileres de galeries obertes adornades amb escultures, obeint el model característic del romànic pisà. Els relleus a sobre d'una de les portes són obra de Nicola Pisano.
A la nau es troba un petit templet octogonal que conté la famosa relíquia de la Santa Faç (Volto santo). És un Crist Majestat de fusta de cedre que va ser tallat, segons la llegenda, per sant Nicodem, i que miraculosament va arribar a Lucca l'any 782. Crist es presenta vestit amb una túnica llarga o colobium. El templet va ser construït l'any 1484 per Matteo Civitali, el més cèlebre escultor del primer Renaixement de Lucca.
A la sagristia es troba la tomba d'Ilaria del Carretto, obra mestra de Jacopo della Quercia i la primera de les seues obres fúnebres (1406-1408). Ilaria del Carretto va ser la segona esposa de Paolo Giunigi, capdavanter de la família més poderosa de Lucca durant la baixa edat mitjana.
A més, la catedral conté una Mare de Déu amb els sants Pere, Climent, Pau i Sebastià de Ghirlandaio; una Adoració dels reis Mags de Federico Zuccari; un Sant Sopar de Jacopo Tintoretto i una Mare de Déu i infant (1509) de fra Bartolomeo i l'altar de la capella de la Llibertat, degut a Giambologna (1579).
És igualment notable el laberint gravat que es troba a la base del campanar, amb una inscripció explicativa al costat que fa referència al mític laberint de Creta, construït per Dèdal i del qual només Teseu va descobrir el secret.
Al costat de la catedral es troba el museu on s'exposa el tresor.

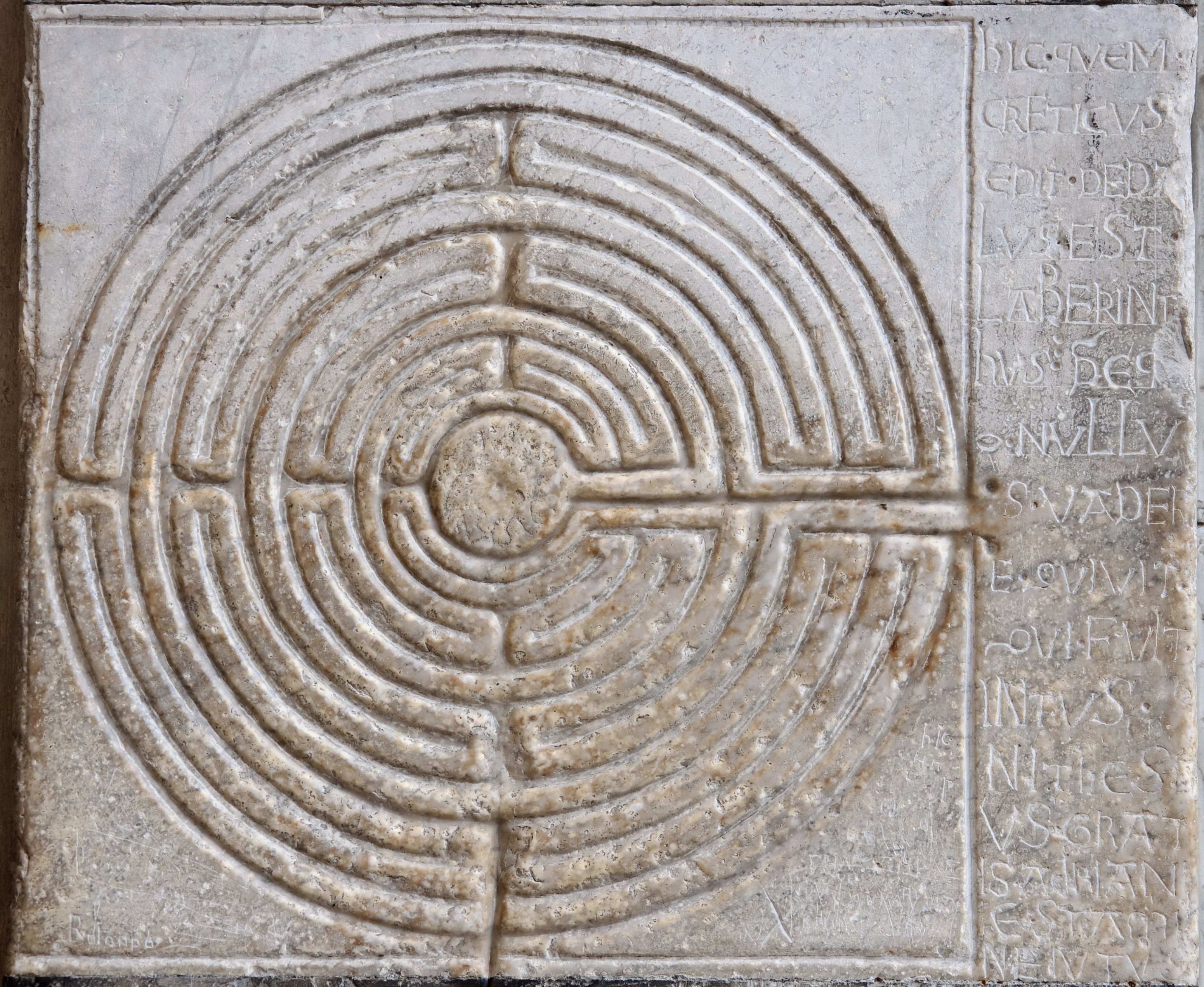
Laberint del pòrtic de la catedral
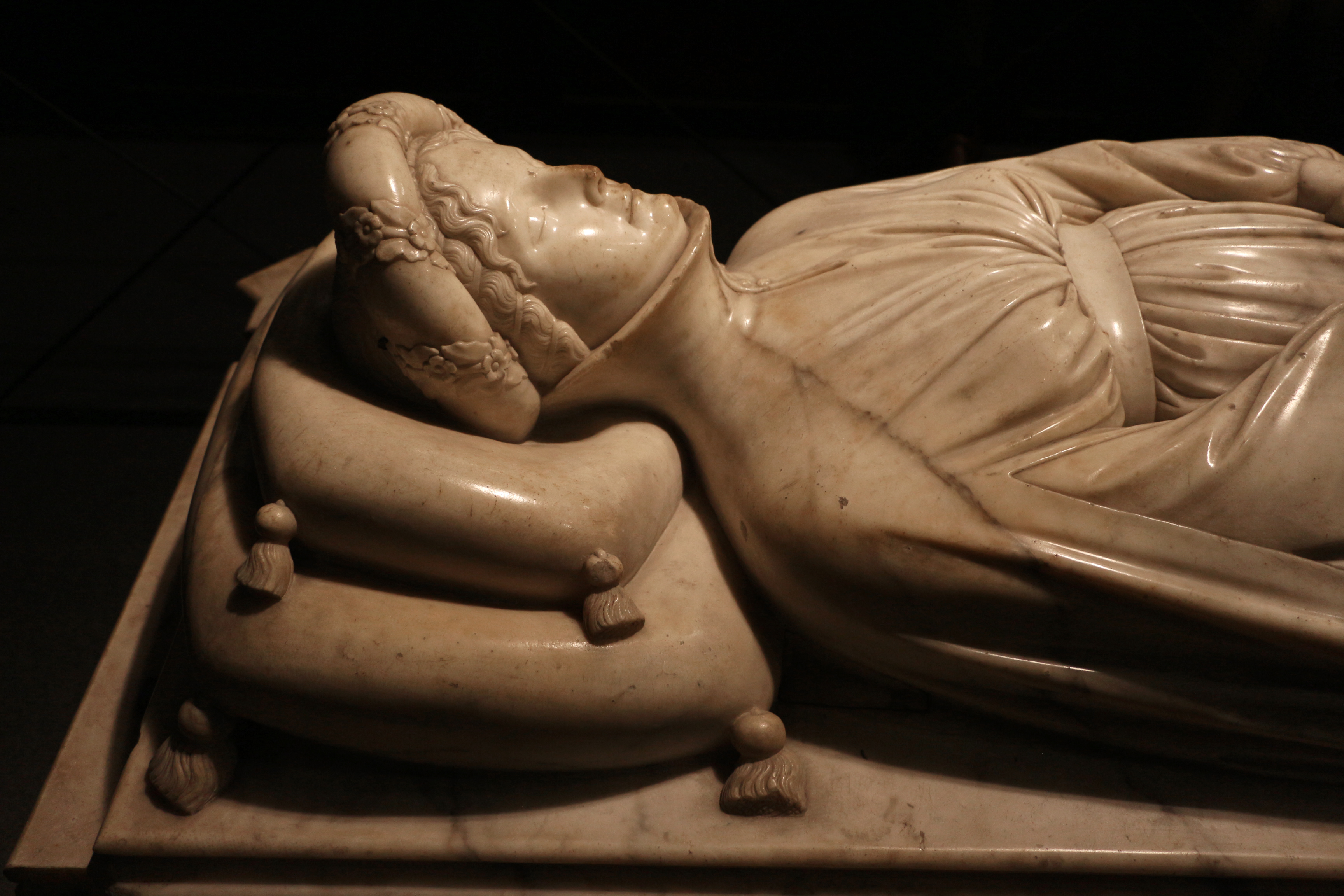
Jacopo della Querciaː tomba d'Ilaria del Carretto
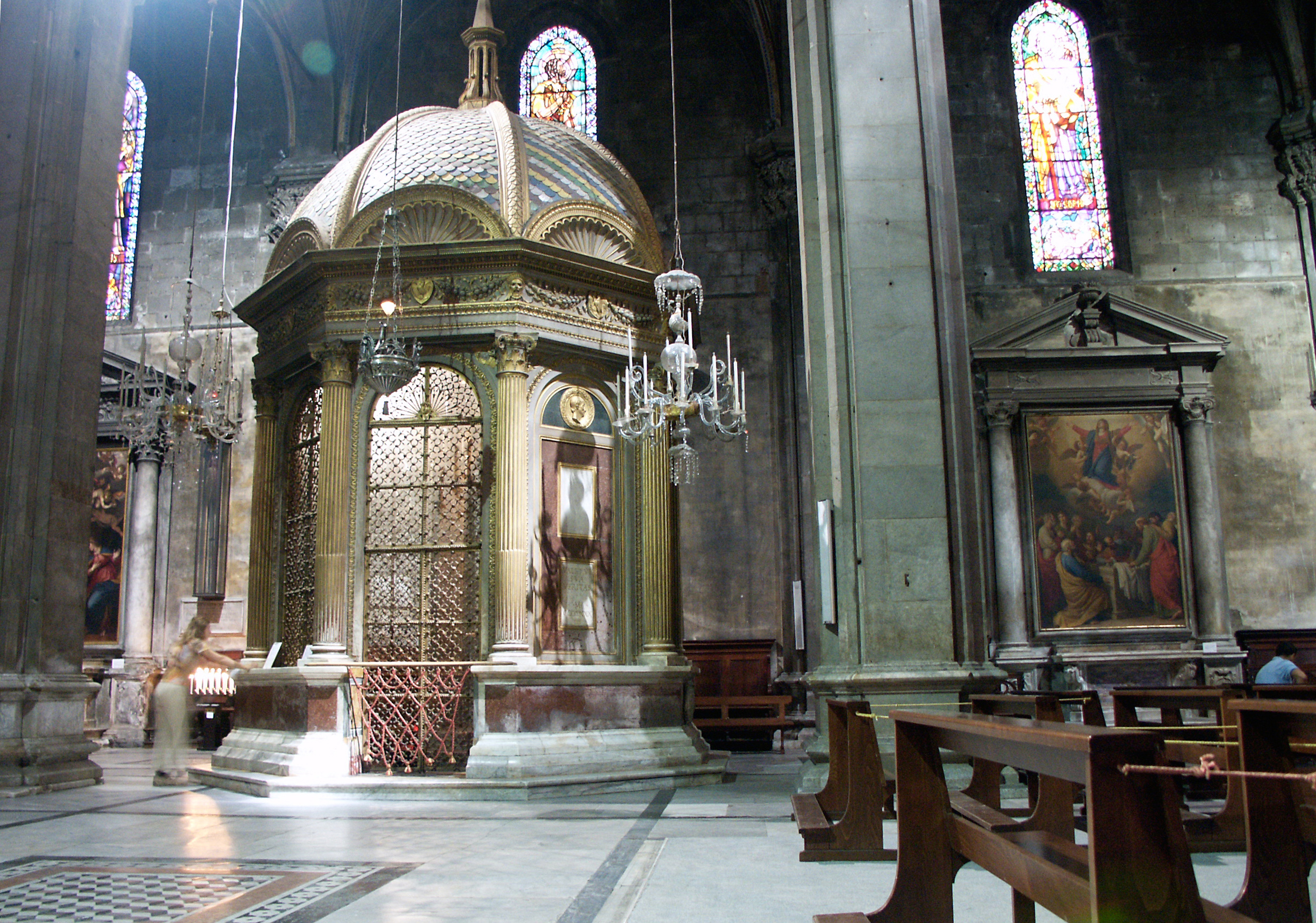
Templet de la Santa Faç de Lucca